# Scandinavische jagers-verzamelaars

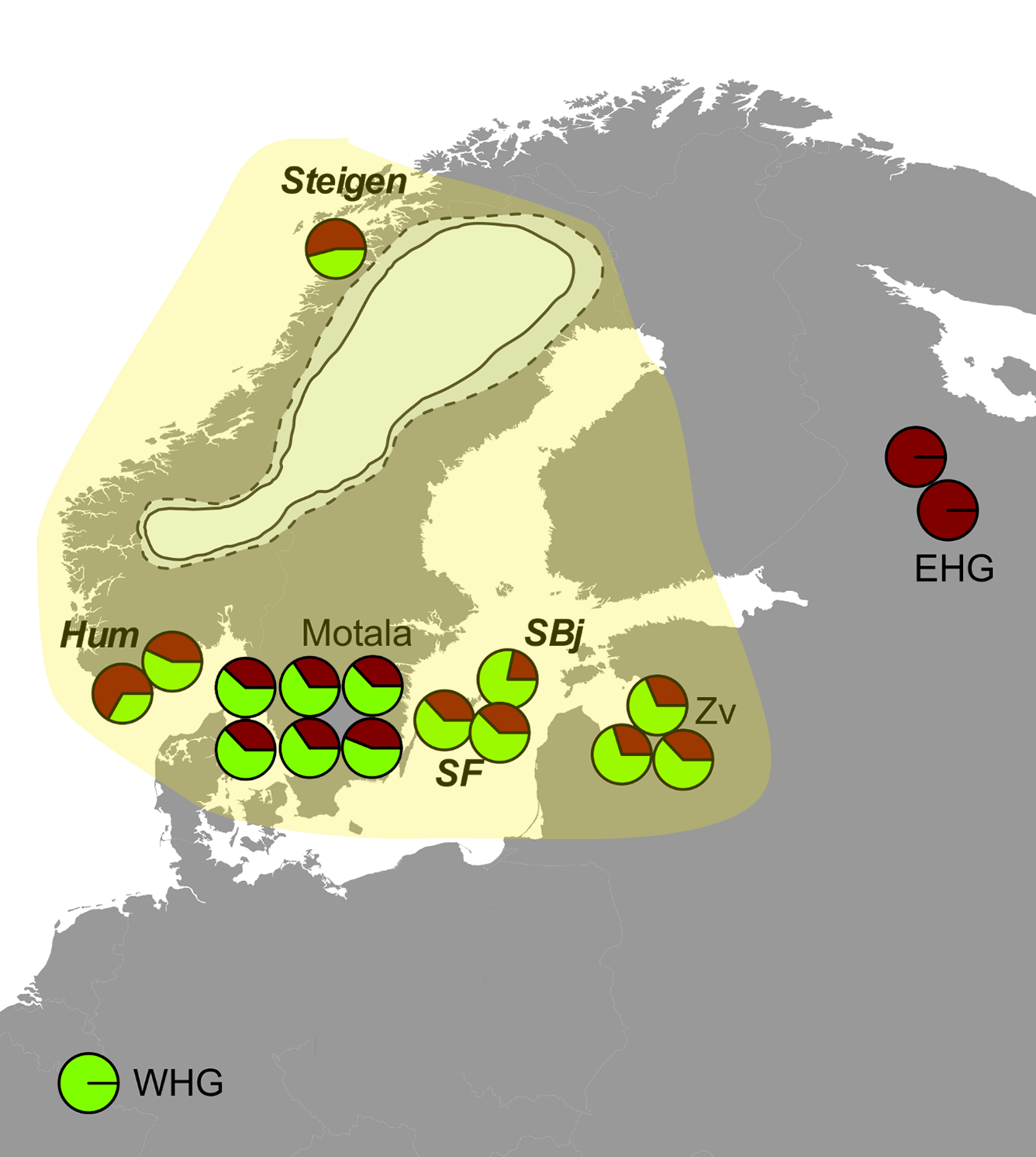
Het gebied van de Scandinavische jagers-verzamelaars in geel, met de geschatte aandelen van westelijke jagers-verzamelaars in groen, en oostelijke jagers-verzamelaars in bruin

Scandinavische jagers-verzamelaars (Scandinavian hunter-gatherers, SHG) is  in de archeogenetica de naam voor een voorouderlijke component afkomstig van mesolithische jagers-verzamelaars in Scandinavië. Genetische studies suggereren dat de SHG een vermenging waren van westelijke jagers-verzamelaars (western hunter-gatherers, WHG) die tijdens het Holoceen Scandinavië aanvankelijk vanuit het zuiden bevolkten, en oostelijke jagers-verzamelaars (eastern hunter-gatherers, EHG), die Scandinavië later vanuit het noorden langs de Noorse kust binnenkwamen. Tijdens het neolithicum vermengden ze zich verder met de vroege Europese landbouwers (early European farmers, EEF) en later met de westelijke steppeherders (western steppe herders, WSH). Genetische continuïteit is vastgesteld tussen de SHG en leden van de subneolitische Pitted-warecultuur (PWC), en in enige mate tussen de SHG en moderne Noord-Europeanen. De Samen blijken daarentegen geen direct verband te hebben met de PWC. 

## Onderzoek

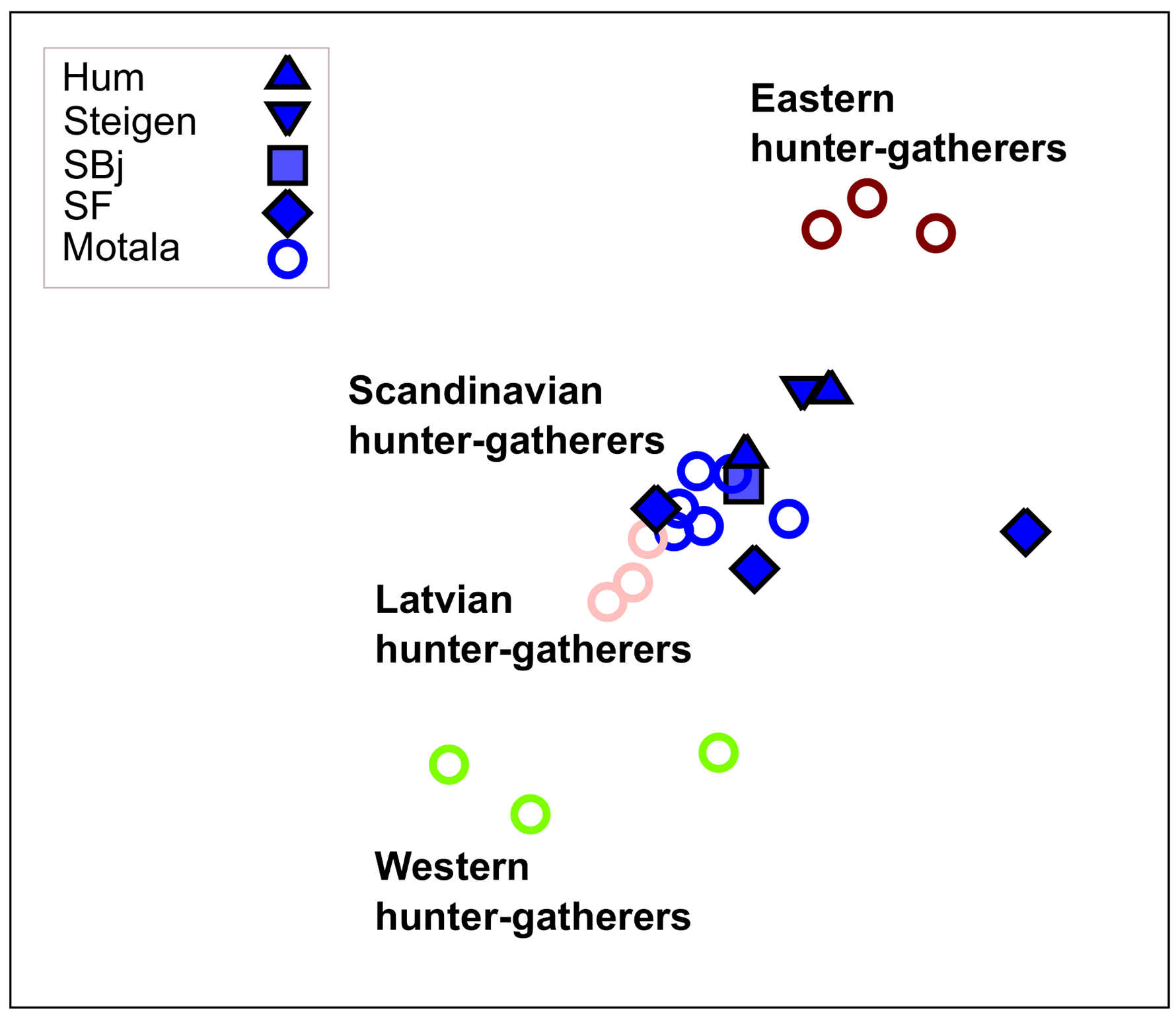
Genetische nabijheid tussen monsters uit het Europese mesolithicum

De Scandinavische jagers-verzamelaars werden door Lazaridis et al. (2014) als een aparte voorouderlijke component geïdentificeerd. Een aantal overblijfselen die in Motala, Zweden, werden onderzocht, en een andere groep van 5000 jaar oude jagers-verzamelaars van de Pitted-warecultuur, werden geïdentificeerd als behorend tot de SHG. De studie stelde vast dat een SHG-individu uit Motala (Motala12) succesvol kon worden gemodelleerd als zijnde van ca. 81% westelijke jagers-verzamelaarsafkomst en ca. 19% oud-Noord-Euraziatische afkomst (ancient North Eurasian, ANE). 
Haak et al. (2015) onderzochten de overblijfselen van zes in Motala tussen ca. 6000 v.Chr. en 5700 v.Chr. begraven SHG. Van de vier onderzochte mannen droegen er drie de vaderlijke haplogroep I2a1 of verschillende subclades ervan, terwijl de andere I2c droeg. Wat betreft het mtDNA droegen vier individuen subclades van U5a, terwijl twee U2e1 droegen. Uit het onderzoek bleek dat de SHG een van de drie belangrijkste jager-verzamelaarpopulaties van het Europese mesolithicum vormden. De twee andere groepen waren de WHG en EHG. De EHG bleken een van de ANE afgeleide populatie te zijn met significante bijmenging van een WHG-achtige bron. De SHG vormden een aparte cluster tussen WHG en EHG, en het bijmengingsmodel voorgesteld door Lazaridis et al. zou succesvol vervangen kunnen worden door een model dat de EHG als bronpopulatie voor de ANE-achtige voorouders neemt, met een vermengingsverhouding van ~65% WHG - ~35% EHG. De SHG die tussen 8000 en 5000 BP leefden bleken grotendeels genetisch homogeen te zijn, met weinig bijmenging gedurende deze periode. 
Mathieson et al. (2015) onderwierpen zes SHG uit Motala aan verdere analyse. De SHG bleken tot 5000 BP in Scandinavië te hebben voortgeleefd. De SHG uit Motala bleken nauw verwant te zijn aan de WHG. 
Lazaridis et al. (2016) bevestigden dat de SHG een mix waren van EHG (~43%) en WHG (~57%). De WHG werden gemodelleerd als afstammelingen van de laatpaleolithische bevolking in de Grotte du Bichon in Zwitserland, met een kleine toevoeging van EHG (~7%). De EHG hadden circa 75% van hun voorouders afkomstig van de ANE. 
Günther et al. (2018) onderzochten de resten van zeven SHG. Alle drie de Y-DNA-monsters behoorden tot subclades van I2. Wat betreft het mtDNA behoorden vier monsters tot U5a1- haplotypen, terwijl drie tot U4a2- haplotypen behoorden. Alle monsters uit West- en Noord-Scandinavië droegen U5a1-haplotypen, terwijl alle monsters uit Oost-Scandinavië, op één na, U4a2-haplotypen droegen. De auteurs van de studie suggereerden dat de SHG afstamden van een WHG-populatie die Scandinavië vanuit het zuiden was binnengekomen, en een EHG-populatie die Scandinavië vanuit het noordoosten langs de kust was binnengekomen. Van de WHG die Scandinavië binnenkwamen, wordt aangenomen dat ze tot de Ahrensburgcultuur behoorden. Deze WHG en EHG hadden zich vervolgens vermengd, en de SHG ontwikkelden geleidelijk hun eigen karakter. De SHG uit West- en Noord-Scandinavië hadden meer EHG-voorouders (ca. 49%) dan individuen uit Oost-Scandinavië (ca. 38%).  
Er werd vastgesteld dat de SHG een genetische aanpassing hadden aan omgevingen op hoge breedtegraden, inclusief hoge frequenties van varianten met lage pigmentatie en genen die zijn ontworpen voor aanpassing aan kou en fysieke prestaties.  
De SHG vertoonden een hoge frequentie van de depigmentatie-allelen SLC45A2 en SLC24A5, en de OCA/Herc2, die de oogpigmentatie beïnvloedt. Deze genen kwamen minder vaak voor bij WHG en EHG. Er werd in bepaalde opzichten een continuïteit aangetoond tussen de SHG en moderne populaties van Noord-Europa. Met name de aanwezigheid van het eiwit TMEM131 werd gedetecteerd bij SHG en moderne Noord-Europeanen. Dit eiwit kan betrokken zijn bij de langetermijnadaptatie aan de kou. 
In een studie gepubliceerd in Nature Communications in januari 2018 werden de resten van een SHG-vrouw uit Motala tussen 5750 v.Chr. en 5650 v.Chr. geanalyseerd. Ze bleek U5a2d en substantiële ANE-afkomst te dragen. De studie toonde aan dat de mesolithische jagers-verzamelaars van de oostelijke Baltische regio ook hoge frequenties van het HERC2-allel en verhoogde frequenties van de SLC45A2- en SLC24A5-allelen droegen. Ze hadden echter minder EHG-afkomst dan SHG. Een genetische continuïteit tussen de SHG en de subneolithische Pitted-warecultuur werd vastgesteld. De resultaten ondersteunden verder de eerdere suggestie dat de SHG afstamden van een noordwaartse migratie van WHG en een daaropvolgende zuidwaartse migratie van EHG. Er werd een zekere mate van continuïteit tussen de SHG en Noord-Europeanen vastgesteld. 
Een studie gepubliceerd in Nature in februari 2018 omvatte een analyse van een groot aantal individuen uit prehistorisch Oost-Europa. 37 monsters werden verzameld uit het mesolithische en neolithische Oekraïne (9500-6000 v.Chr.). Deze werden bepaald als intermediair tussen de EHG en SHG. Y-DNA van deze individuen behoorde uitsluitend tot R-haplotypen (met name subclades van R1b1 en R1a) en I-haplotypen (met name subclades van I2). Het mtDNA behoorde bijna uitsluitend tot U (met name subclades van U5 en U4). 

## Fysieke verschijning

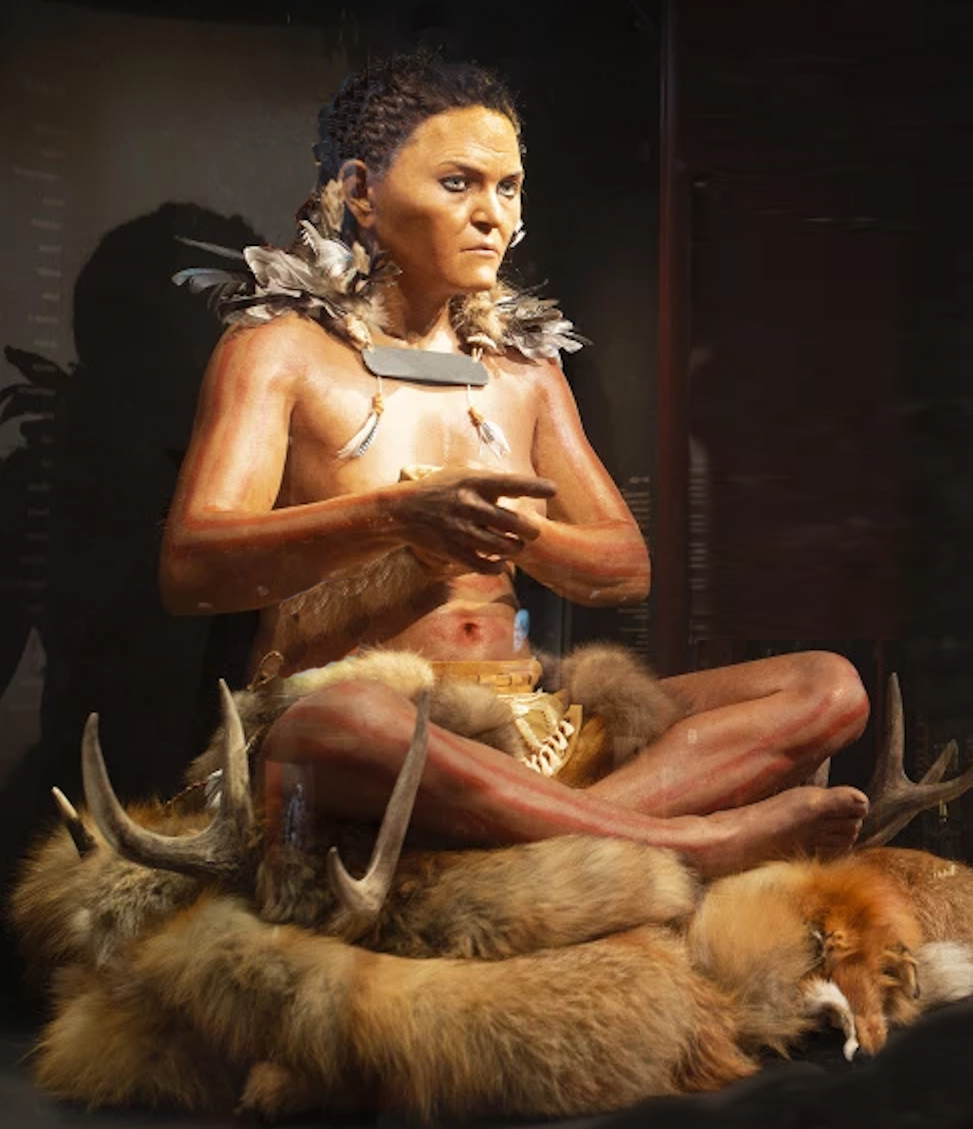
Reconstructie van een Scandinavische jager-verzamelaar uit circa 7000 BP door Oscar Nilsson, Vikingamuseet Trelleborgen

Volgens Mathieson et al. (2015) droeg 50% van de Scandinavische jagers-verzamelaars van Motala de afgeleide variant van EDAR-V370A. Deze variant is typisch voor moderne Oost-Aziatische populaties en staat erom bekend de morfologie van het gebit (sinodontie) en de haartextuur te beïnvloeden, evenals de kinprotrusie, oormorfologie en andere gelaatstrekken. De auteurs vonden echter verder geen Oost-Aziatische afkomst in de Scandinavische jagers-verzamelaars en speculeerden dat dit gen mogelijk niet in Oost-Azië is ontstaan, zoals algemeen wordt aangenomen. Recenter onderzoek van oude Noordoost-Aziaten bevestigde echter dat EDAR-V370A in Noordoost-Azië ontstond en zich in het Holoceen verspreidde naar West-Euraziatische populaties zoals Motala. Mathieson et al. (2015) meldde ook dat de Motala-monsters, in tegenstelling tot de nauw verwante westelijke jagers-verzamelaars, voornamelijk afgeleide pigmentatie-allelen hadden op SLC45A2 en SLC24A5.
Uit onderzoek van Günther et al. (2018) bleek verder dat SHG een combinatie van oogkleuren vertoonden en een lichtere huidskleur dan de WHG - waarvan wordt gedacht dat ze de specifieke combinatie van blauwe ogen en een donkere huid hadden, en de EHG - waarvan wordt verondersteld dat ze bruine ogen en een lichtere huid hadden.
Vier SHG uit het onderzoek leverden verschillende voorspellingen op voor de pigmentatie van ogen en haar: van één persoon (SF12) werd voorspeld dat hij het meest waarschijnlijk donker haar en blauwe ogen had; een tweede persoon (Hum2) had het meest waarschijnlijk donker haar en bruine ogen; een derde persoon (SF9) had het meest waarschijnlijk licht haar en bruine ogen; en een vierde persoon (SBj) had het meest waarschijnlijk licht haar en blauwe ogen.
Van de SHG uit Motala hadden er vier waarschijnlijk donker haar, en twee anderen waarschijnlijk licht haar. Bovendien hadden alle zes SHG uit Motala een grote waarschijnlijkheid van blauwe ogen.
Bij de onderzochte Scandinavische jagers-verzamelaars werden zowel lichte als donkere huidpigmentatieallelen aangetroffen in tussenliggende frequenties, maar slechts één individu had uitsluitend lichte huidvarianten van twee verschillende SNP's.
Uit het onderzoek bleek dat depigmentatievarianten van genen voor lichte huidskleur (SLC24A5, SLC45A2) en blauwe oogpigmentatie (OCA2/HERC2) in hogere frequenties werden aangetroffen bij de SHG dan bij de WHG en EHG, wat volgens het onderzoek niet eenvoudig kon worden verklaard als gevolg van vermenging van WHG en EHG. Het onderzoek betoogde dat deze allelfrequenties in de SHG na de vermenging moeten zijn blijven toenemen, mogelijk veroorzaakt door omgevingsadaptatie aan hoge breedtegraden. 